# Alexius Frederic Christian, Duce de Anhalt-Bernburg
Alexius Frederic Christian de Anhalt-Bernburg (12 iunie 1767–24 martie 1834), a fost prinț german din Casa de Ascania. Din 1796 până în 1807 el a fost prinț suveran al principatului de Anhalt-Bernburg, și din 1807 până în 1834 primul Duce al ducatului de Anhalt-Bernburg.

## Biografie
Alexius Frederic Christian s-a născut la Ballenstedt. El a fost singurul fiu al Prințului Frederic Albert de Anhalt-Bernburg și a Prințesei Louise Albertine, fiica Ducelui Frederick Carl de Schleswig-Holstein-Sonderburg-Plön.
Încă din fragedă copilărie, el și sora sa Pauline au primit o excelentă educație. După decesul tatălui în 1796, Alexius Frederic Christian în vârstă de 29 de ani a moștenit Anhalt-Bernburg.
Teritoriile Anhalt-Bernburg au devenit mai mari un an mai târziu odată cu diviziunea formală a Anhalt-Zerbst în 1797; Alexius Frederic Christian a primit orașele Coswig și Mühlingen, care a reprezentat o treime din principatul Anhalt-Zerbst. În 1812, odată cu dispariția Anhalt-Bernburg-Schaumburg-Hoym, o ramură a Casei de Ascania, el a moștenit Hoym și unele enclave prusace.
Alexius a adus îmbunătățiri educației construind multe biserici și școli. El a demonstrat un interes deosebit în extinderea rețelei rutiere, în special în zonele nou dobândite ale principatului sau. Industria minieră și metalurgică, de asemenea, au beneficiat de atenția lui. Alexius Frederic Christian a inițiat o serie de proiecte majore de construcții, cum ar fi Saalebrücke în Bernburg (Saale), care ulterior a fost distrusă. În anul 1810 a fondat Alexisbad în Selketal și mai târziu, în zona prusacă a Gernrode, el a creat Beringer Bad.
În materie de religie, el a fost tolerant și luminat; în 1820, el a declarat credința reformistă și credința luterană co-religii oficiale ale statului său. În 1829 a creat un fond civil pentru orfani, văduve și servitori.
Împăratul Francisc al II-lea l-a ridicat la rangul de Duce în 1807. După dizolvarea Sfântului Imperiu Roman, Alexius Frederic Christian s-a alăturat Confederației Rinului. Unele dintre trupele sale au luptat pentru Napoleon în Tyrol, Spania, Rusia, Gdańsk și Kulm. La 13 decembrie 1813 a ieșit din Confederația Rinului și și-a trimis trupele împreună cu aliații săi în 1814 și 1815 în Belgia și Franța. La 8 iunie 1815 el s-a alăturat Confederației Germane.
Ducele Alexius Frederic Christian a murit la Ballenstedt, la 24 martie 1834, la vârsta de 66 de ani.

## Căsătorii și copii

Monograma regală.

La Kassel, la 29 noiembrie 1794 Alexius Frederic Christian s-a căsătorit cu Maria Fredericka (n. 14 septembrie 1768 - d. 17 aprilie 1839), fiica lui Wilhelm I, Elector de Hesse. Ei au avut patru copii:
1. Katharine Wilhelmine (n. 1 ianuarie 1796, Kassel - d. 24 februarie 1796, Kassel).
2. Wilhelmine Louise (n. 30 octombrie 1799, Ballenstedt - d. 9 decembrie 1882, Schloss Eller), căsătorită la 21 noiembrie 1817 cu Prințul Frederic Wilhelm al Prusiei, nepot al regelui Frederic Wilhelm al II-lea al Prusiei. Ea a fost mama Prințului George al Prusiei.
3. Frederick Amadeus, Prinț Ereditar de Anhalt-Bernburg (n. 19 aprilie 1801, Ballenstedt - d. 24 mai 1801, Ballenstedt).
4. Alexander Carl, Duce de Anhalt-Bernburg (n. 2 martie 1805, Ballenstedt - d. 19 august 1863, Hoym).

Mariajul a fost unul complet nefericit și cuplul a divorțat în 1817.
La Ballenstedt, la 11 ianuarie 1818, Alexius Frederic Christian s-a recăsătorit morganatic cu Dorothea Fredericka de Sonnenberg (n. 23 ianuarie 1781 - d. 23 mai 1818), care la scurtă vreme după nuntă a fost înnobilată și creată baroneasă de Hoym (germană Frau von Hoym). Mariajul a durat numai patru luni, până la decesul baronesei.
La Bernburg, la 2 mai 1819 Alexius Frederic Christian s-a căsătorit pentru a treia oară și din nou morganatic cu Ernestine Charlotte de Sonnenberg (n. 19 februarie 1789 - d. 28 septembrie 1845), sora celei de-a doua soții.  Ca și ea, Ernestine a fost creată baroneasă de Hoym la scurtă vreme după nuntă. Mariajul a rămas fără copii.
| Predecesor: Frederick Albert | Prinț de Anhalt-Bernburg 1796 – 1807                           | Succesor: Principat ridicat la rang de Ducat |
| Titlu nou                    | Duce de Anhalt-Bernburg 1807 – 1834                            | Succesor: Alexander Carl                     |
| Predecesor: Frederic         | Prinț de Anhalt-Bernburg-Schaumburg-Hoym (în Hoym) 1812 – 1834 | Succesor: Alexander Carl                     |